# Apseudopsis latreillii
Apseudopsis latreillii är en kräftdjursart som först beskrevs av Milne-Edwards 1828.  Apseudes latreillii ingår i släktet Apseudes och familjen Apseudidae. Inga underarter finns listade i Catalogue of Life.